# Nico Broeckaert
Nico Broeckaert (Zottegem, 23 novembre 1960) è un ex calciatore belga, di ruolo difensore.

## Carriera

### Nazionale
Esordisce il 23 agosto del 1989 contro la Danimarca (3-0).

## Palmarès

### Club

#### Competizioni nazionali
- Coppa del Belgio: 1

Anversa: 1991-1992